# Grčko-turski rat (1919. – 1922.)
Grčko-turski rat vođen od svibnja 1919. do listopada 1922., neki ga zovu Rat u Maloj Aziji, ili Grčkom kampanjom u Turskom ratu za nezavisnost.
To je bio niz vojnih srazova tijekom komadanja Otomanskog Carstva, nakon Prvog svjetskog rata. Rat je vođen između grčke vojske i otomanske regularne vojske i turskih nacionalista, koji su kasnije osnovali Republiku Tursku.
Grčka kampanja otpočela je zato što su saveznici iz Antante, osobito britanski premijer David Lloyd George, obećali Grčkoj, za savezništvo u ratu,
teritorijalno proširenje na račun protivničkog Otomanskog Carstva. Završio je tako da su se Grci morali povući na granice od prije početka rata i velikom razmjenom stanovništva, s netom ustanovljenom Republikom Turskom, i mirovnim ugovorom iz Lausanne.
Propast vojne kampanje Grčke, kao i neuspjesi u tursko - armenskom sukobu, kao i neuspjesi u francusko - turskom ratu protiv Turskog nacionalnog pokreta, prisilili su Saveznike, da napuste Mir iz Sèvresa i pregovaraju u Lausanni o novom mirovnom sporazumu. Na kraju su morali priznati neovisnost Turske Republike i turski suverenitet nad Istočnom Tračkom i Anatolijom.

## Pozadina sukoba

#### Geopolitički okvir sukoba
Geopolitički kontekst sukoba proizlazi iz posljedica Prvog svjetskog rata, kao i u činjenici da je Otomansko Carstvo bilo uključeno u Blisko istočne intrige.
Grci su dobili naredbu da se iskrcaju u Smirnu ( turski: Izmir ) od stane Antante, kao dio dogovora o diobi Otomanskog Carstva. Tijekom tog sukoba, Otomansko Carstvo se potpuno urušilo, i pobjednička Antanta ga je prisilila potpisati Mirovni ugovor u Sèvresu 10. kolovoza 1920.
Bilo je puno tajnih sporazuma koji su uključivali komadanje Otomanskog Carstva, nakon Prvog svjetskog rata. Trojna Antanta je davala kontradiktorna obećanja Grcima na račun Male Azije.
Na Pariškoj mirovnoj konferenciji, 1919., grčki premijer Venizelos, snažno je lobirao je za veliko proširenje Grčke tzv. ( Veliku Ideju, grčki: Megali Idea) koja bi uključivala brojne grčke zajednice u Sjevernom Epiru, Trakiji i Maloj Aziji. Savezici, a osobito britanski premijer David Lloyd George su obećali Grčkoj teritorije u zamjenu za velike žrtve i troškove koje su Grci podnijeli za rata na strani saveznika iz Antante.
To je uključivalo istočnu Trakiju, otoke Imbros (turski: Gökçeada) i Tenedos (turski: Bozcaada), kao i dijelove zapadne Anatolije, oko grada Smirne, gdje je u to vrijeme živjela značajna grčka zajednica.
Italo-anglo-francuski Sporazum iz  St.-Jean-de-Maurienne, potpisan 26. travnja, 1917., ustanovio je "srednje-istočne interese Italije", ali je taj dogovor prekršen grčkom okupacijom Smirne, koja je obećana Italiji. Prije same okupacije, talijanska delegacija se opirala ideji grčke okupacije zapadne Anatolije, nakon toga napustila je Parišku mirovnu konferenciju i nije se vratila do 5. svibnja. Odlazak talijana olakšao je posao Lloyd Georgeu da uvjeri Francusku i Sjedinjene Američke Države da daju prednost Grcima u vojnim operacijama u Zapadnoj Anatoliji u odnosu na talijane.
Po nekim povjesničarima, Grčka okupacija Izmira ( Smirne), bila je kap koja je prelila čašu i uzrokovala Turski nacionalni pokret. Po britanskom povjesničaru Arnold J. Toynbeeu, to je bila sramota političara Venizelosa i Lloyd Georgea, koji su načinili velike pogreške i izazvali velike patnje grčkog i turskog stanovništva (masovnog preseljenja). Tako su nestali Pontski Grci, istovremeno to je izazvalo i promjenu etičkog stanja stanovništva u Sjevernoj Grčkoj, gdje je većina prognanika upućena, osobito u Makedoniji i Trakiji, gdje se promijenio etički sastav stanovništva, a to je izazvalo daljnje krize koje se protežu gotovo do današnjeg dana.

#### Grčka zajednica u Anatoliji
Jedan od glavnih argumenata Grčke vlade za upućivanje vojne ekspedicije u Malu Aziju, bila je i brojna Grčka zajednica u Anatoliji.
Grci su naselili Malu Aziju (Lidija), još za antike (Jonjani). Grčke kolonije u Maloj Aziji, bile su značajan dio grčkog svijeta, i uvijek pod kontrolom Grka, od brončanog doba, preko helenizma, Bizanta pa sve do kraja XV st., kad su Turci Seldžuci osvojili i posljednje enklave otpora. Prije Prvog svjetskog rata oko 2,5 milijuna Grka živjelo je unutar teritorija Turske (kakva je danas ). 1915. Novoustanovljena turska vlada, započela je s rigidnom nacionalističkom politikom protiv manjinskih zajednica, koja se po nekim povjesničarima može nazvati - genocidom (najpoznatiji su masakri i progoni Armenaca), i progon drugih manjinskih zajednica (uglavnom kršćana). Između ostalog na taj način je i proganjana i terorizirana brojna grčka zajednica u Pontu, Maloj Aziji i Zapadnoj Anatoliji).
Tadašnji grčki premijer Elefterios Venizelos, u izjavi danoj britanskim novinarima rekao je: - Da Grčka ne ratuje protiv islama, već protiv anakrone, korumpirane i nesposobne vlasti, koju će istjerati s onih područja gdje Grci čine većinu stanovništva.
Protivnici grčkih stajališta, branili su novu tursku vladu, činjenicama da je ona tek ustanovljena, i preslaba, da bi mogla učinkovito djelovati, kao i time da je ona ionako pod kontrolom britanskih okupacionih vlasti.

#### Grčki nacionalizam
Jedan od velikih pokretača rata bila je grčka nacionalističko - iredentistička Velika Ideja ( grčki: Megali Idea ), zapravo jedna vrsta ponovnog uskrsnuća Bizantskog Carstva, na obje obale Egejskog mora.
U vrijeme grčke borbe za nezavisnost od Otomanskog Carstva ( 1830.), - Megali Idea, igrala je veliku ulogu u grčkoj politici i nacionalnoj svijesti.
Velika Ideja ipak nije samo ideja XIX. stoljetnog probuđenog nacionalizma, ona je u korijenima mnogih grčkih vjerovanja, a to je da Konstatinopolis ponovo 
treba obnoviti kao sjedište kršćanstva, i da treba ponovno osnovati kršćansko
Bizantinsko Carstvo koje je propalo 1453., kao i da crkva Sveta Sofija ponovno treba biti u kršćanskim rukama.
Velika Ideja, uključivala je Konstantinopolis, Kretu, Tesaliju, Epir, Makedoniju, Tračku, Egejske otoke, Cipar, obalu Male Azije, pa čak i Pont u Crnom moru.

## Vojne operacije
Vojni aspekt sukoba počeo je Sporazumom o prekidu vatre iz Mudrosa. Grčko-turski rat se može podijeliti u tri perioda.
Prvi dio, ( od svibnja, 1919. do studenog, 1920.), uključuje iskrcavanje grčke vojske u Maloj Aziji i njezino učvršćivanje po obali Egeja.
Drugi dio trajao je od listopada, 1920. do lipnja, 1921., njega su karakterizirale grčke ofanzivne vojne operacije. U trećem, završnom periodu, koji je trajao do kolovaza, 1922., Turci su preuzeli stratešku inicijativu i prisilili grčku vojsku na napuštanje Male Azije.

#### Grčko zaposjedanjeSmirne, svibanj1919.
Dne 15. svibnja, 1919., dvadeset tisuća grčkih vojnika iskrcalo se u Izmiru (Smirni) i preuzelo kontrolu nad gradom i okolicom, pod zaštitom grčke, francuske i britanske mornarice. Pravna osnova tog čina bio je član 7. Primirja iz Mudrosa, koji je dozvoljavao Saveznicima "zauzeće bilo koje strategijske pozicije ako bi to zahtijevala sigurnost Saveznika".
Grčke snage su u međuvremenu ušle i u istočnu Trakiju.
Grci u Izmiru (Smirna) i ostali kršćani, (većinom Armenci, tvorili su manjinu po turskim izvorima, a većinu po grčkim), dočekali su grčke vojnike kao oslobodioce. Nasuprot tome tursko stanovništvo, u njima je vidjelo - zavojevače.
Grčko iskrcavanje prošlo je uz manje sporadične otpore, manjih neregularnih turskih vojnih grupa po periferiji. Većina regularne vojske dočekala je Grke u miru ili se povukla dublje u unutrašnjost.
Dok je turskoj vojsci naređeno da ne puca, turski nacionalist -  Hasan Tahsin ubio je grčkog službenika, na to su grčki vojnici, otvorili vatru na turske vojnike i vladinu zgradu, oko 300 do 400 Turaka i oko 100 Grka poginulo je tog prvog dana. 
Grčka uprava bila je ponižavajuća za muslimane, osobito kad se zahtijevalo skidanje fesova (s muških glava) i feredža sa ženskih lica, što su ortodoksni islamski vjernici doživljavali kao tešku uvredu i teror nad sobom.

#### Grčka ljetna ofenziva 1920.
U ljeto 1920., grčka vojska poduzela je seriju uspješnih napada u pravcu doline Meander (Menderes), Peramosa i Filadelfije. Ciljevi ove ofenzive bili su osiguranje strateške dubine za obranu Smirne (Izmira ) i njezine okolice. Na kraju te kampanje Grci su povećali svoj okupacioni teritorij u Anatoliji.

#### Mirovni ugovor u Sèvresu, (kolovoz,1920.)
10. kolovoza, 1920., Otomanski Imperij, potpisao je Sporazum iz Sèvresa, prepuštajući Grčkoj, Trakiju, sve do linije Čatalja. Ono što je bilo još značajnije, je da je Turska dala prava Grčkoj na otoke Imbros i Tenedos, zadržavši mali teritorij oko Konstantinopolisa, otoke u Mramornom moru, i "i mali uski pojas Europskog tla". Bosporski tjesnac, prepušten je pod kontrolu Međunarodne komisije, i otvoren za promet svima.
Turska je bila prisiljena prepustiti svoj teritorij oko grada Smirne ( Izmir ). Grci su upravljali enklavom Izmir, ali suverinitet je nominalno ostao pod sultanom. Po provizornom sporazumu, Smirnom (Izmirom ) će upravljati lokalni parlament u razdoblju od pet godina, a zatim bi se uključila u Kraljevinu Grčku ako se tako odluči na plebiscitu koji bi se trebao održati pod pokroviteljstvom Lige Naroda.
Sporazum nikad nije ratificiralo ni Otomansko Carstvo, a ni Grčka.

#### Grčka ekspanzija, listopad1920.
U listopadu,1920., grčka vojska napredovala je unutrašnjost Anatolije uz podršku Lloyda George, koji je time želio povećati pritisak na Turke da potpišu Ugovor iz Sèvresa. Ova avantura otpočela je za liberalne vlade Elefteriosa Venizelosa, koji je ubrzo je izgubio izbore i vlast i zamijenjen je Dimitriosom Gounarisom, koji je unaprijedio neiskusne monarhističke časnike za vrhovne zapovjednike.
Kralj Konstantin I. osobno je preuzeo komandu nad vojskom iz Smirne ( Izmir ). Strategijski ciljevi ovih operacija bili su poraziti Turske nacionaliste i prisiliti Mustafu Kemala Atatürka, na mirovne pregovore. Grci, su bili brojniji i modernije opremljeni i željeli što brži sukob sa slabo opremljenom turskom vojskom.

#### Smrt kralja Aleksandra i odstupanje premijeraVenizelosa, listopad,1920.
U listopadu, 1920. kralj Aleksandar je umro zbog ugriza svog kućnog ljubimca - majmuna. Taj incident zove se "majmunski ugriz koji je promijenio grčku povijest ". Venizelos je i tako želio republiku i to jedva dočekao da ukine monarhiju. Nakon smrti kralja Aleksandra, zakazani su novi izbori za 1. studeni, 1920., ubrzo je izbio sukob između podupiratelja Venizelosa i onih novog pretendenta za grčkog kralja Konstantina. Rat je natjerao mnoge Grke da promjene mišljenje, i glasaju za promjene. Na veliko iznenađenje mnogih, Venizelos je dobio samo 118 od mogućih 369 mjesta. Veliki poraz primorao je Venizelosa i brojne njegove bliske suradnike da napuste zemlju. Nova vlada pripremila je plebiscit za povratak kralja Konstantina. Plebiscitom je kralj pozvan da se vrati u domovinu, a grčka vojska koja je trebala štititi Smirnu i Egejsku obalu uputila se u marš na Ankaru.

#### Prva bitka kod Inenija, prosinac, 1920.
U prosincu, 1920. Grci su dospjeli do Eskişehira. Naišavši na snažan otpor, vratili su se na prvobitne pozicije. Na početku 1921. Grci su obnovili svoje napade, ali su opet naišli na snažan otpor turskih nacionalista, koji su se borili neusporedivo bolje i motiviranije i bili opremljeni poput regularne vojske.
Grčka strateška inicijativa je prvi put zaustavljena u Prvoj bitci kod Inenija (11. siječnja, 1921.) Taj razvoj događaja naveo je Saveznike da predlože na
osnovi Ugovora iz Sèvresa, Konferenciju u Londonu gdje su i obje turske strane bile prisutne; Turski revolucionari ( koji Ugovor iz Sèvresa nisu priznavali), kao i otomanska vlada. I pored toga što su postignuti neki dogovori s Italijom, Francuskom i Britanijom, odluku nije podržala Grčka vlada koja je vjerovala da i dalje ima stratešku inicijativu i da će pregovarati s jačih pozicija.  Grci su započeli, drugu bitku kod Inenija( 27. ožujka,), i uspjeli poraziti Turke ( 30.ožujka ). 
Britanci su podržavali drčku teritorijalnu ekspanziju, ali nisu htjeli direktno sudjelovati u vojnim operacijama da ne provociraju Francuze.

#### Bitka kod Sakarje, kolovoz, 1921.
U Srpnju,1921., osvježena grčka vojska pobijedila je turske snage pod komandom Ismeta Inenia, u bitci kod Kutahja - Eskisehira i izbila na obale rijeke Sakarje ( grčki: Sangarios), na manje od 100 km zapadno od Ankare. Turska vojska bili su brojni fanatični dobrovoljci, koji su izgarali u bitci. Ali i pored sovjetske vojne pomoći, bili su slabo opremljeni, s privatnim puškama pokupljenim zbrda zdola, s malo streljiva, i bez odora. Poraz je bio posljedica toga.
Grčki kralj Konstantin je likovao, i pozvao britanske časnike na pobjedničku večeru u Kemalov glavni grad.
U međuvremenu, turski parlament, nezadovoljan potezima Ismeta Inenija kao zapovjednika na zapadnom frontu, želio je da Mustafa Kemal i stožerni general Fevzi Cakmak preuzmu zapovjedništvo nad odbranom. Strah od grčkog napredovanja kulminirao je za 21 dan u Bitci kod Sakarje ( 23. kolovoz,  – 13. rujan, 1921. ). Turske obrambene pozicije bile su na uzvisinama, a Grci su ih trebali na juriš zauzeti.
Visovi su padali iz ruke u ruku, po nekoliko puta. Ključni moment bitke bio je grčki pokušaj zauzeća Hajmana, na svega 40 kilometera južno od Ankare, koji su Turci uspjeli zadržati. Bitka je iscrpila obje strane, ali to je bio ipak prvi poraz Grka, koji su se morali povući na ranije pozicije.
Slabosti grčke pozicije, bili su velika razvučenost prednjih linija, ispokidane linije opsrbe, i zbog toga, nedostatci streljiva u ključnim momentima.
To je bilo najviše što su Grci mogli postići u Anatoliji, za nekoliko tjedana vratili se na pozicije koje su držali u srpnju.
Turski Parlament nagradio je oba vojskovođa Mustafu Kemala i Fevzi Cakmaka, činom feldmaršala, za zasluge u bitci. Do današnjeg dana nitko drugi nije dobio čin od pet generalskih zvjezdica u Turskoj republici.

#### Kraj grčke ofanzive
Po nekima Grci su poraženi jer im je izostala Saveznička vojna podrška. Ali po drugim stajalištima, stvar je stajala obrnuto. britanske snage zauzele su Bosporski tjesnac, najbogatiji i najnapučeniji dio Turske, francuska vojska napadala je na
Turke s juga i zauzela gradove na jugu Anatolije (uključivo Adanu) a Turci su za vratom imali i armenske borce koji su digli pobunu i tako otvorili i treći front.
Sve to bilo je i više nego izdašna pomoć.
U međuvremenu su Turci osigurali sovjetsku podršku, vrativši Sovjetima grad Batum. Talijani su koristili svoju vojnu bazu u Antaliji da naoružaju i izvježbaju turske snage u borbi protiv Grka. 
U javnim istupima, Mustafa Kemal razvio je misao o Anatoliji kao "tvrđavi protiv agresije na Istok". Bitka nije bila dakle samo za Tursku već za čitav Istok.
To je mobilizirale muslimane po čitavoj Aziji, i pribavilo Turskom nacionalnom pokretu brojne simpatizere i podupiratelje.
Kilafetski komitet u Bombayu počeo je prikupljati pomoć, Turskom nacionalnom otporu, oni su izjavili: "Mustafa Kemal Paša učinio je čuda i nemate pojma koliko u Indiji ljudi obožava njegovo ime ..."
Ipak glavni razlog grčkog poraza bio je loše planiran strategijski cilj cijele te vojne avanture. Grčka vojska nije oskudjevala jedino u motiviranom ljudstvu, ali u svemu drugom jest, zbog siromašnog gospodarstva koje nije moglo izdržati tako dugu mobilizaciju ljudstva. Uskoro grčka okupaciona vojska, dosegla je svoj limit u logistici i počela pokazivati ozbiljne slabosti proizašle iz držanja tako velike teritorije. Grčka ekspediciona vojska trpjela je i stalne napade turskih regularnih, ali i brojnih dobrovoljačkih iregularnih snaga.

#### Zatišje - ožujak, 1922.
Kad su im propali vojni pokušaji, Grci su stali apelirati naSaveznike za pomoć, ali na početku 1922. britanci, Francuzi i Talijani odlučili su da Sporazum iz Sèvresa, nije moguće više podržavati, i da se ga mora revidirati. Nakon te odluke stali su potpisivati separatne sporazume i napuštati svoje pozicije po Turskoj, i ostavili Grke same.
U ožujku, 1922. Saveznici su predložili primirje, ali Mustafa Kemal Atatürk osjećao je da ima strategijsku prednost, i odbio svake pregovore sve dok su god Grci u Anatoliji. Nastavio je s reorganizacijom turske vojske i pripremama za konačni protudar na Grke.

#### Turski protuudar - kolovoz 1922.
Turci su otpočeli sa svojim protuudarom 26. kolovoza, taj događaj oni zovu Velika ofenziva (turski: Buyuk Taaruz). Većina grčkih obrambenih pozicija bila je pregažena u 26. kolovoza, sljedeći dan pao je grad  Afijon. 30. kolovoza grčka vojska pretrpila je odlučujući poraz u bitci kod Dumlipinara, sa zarobljenom ili izbačenom polovicom vojske, i s potpunim gubitkom opreme. Ovaj dan slavi se u Turskoj kao Nacionalni praznik - Dan Pobjede.
Za bitke kod Dumlipinara, grčki generali; Tricupis i Dionis pali su u zarobljeništvo.
Nakon toga 1. rujna, Mustafa Kemal naredio je turskoj vojsci, -  "Vojnici, Vaš prvi cilj je Mediteran, naprijed".
2. rujna, pao je Eskisehir, i grčka vlada molila je Britance da im pomognu barem zadržati enklavu Izmir ( Smirna ). Balikesir i Bilecik zauzeti su - 6. Rujna, a sljedećeg dana Ajdin. Manisa je pala - 8. Rujna. Vlada u Ateni podnijela je ostavku, a turska konjica ušla je u Izmir( Smirna )9. Rujna. Nakon toga pali su Gemlik ( 9. rujna ), i Mudanja ( 11. rujna),  s čitavom grčkom divizijom u okruženju. Izbacivanje grčkih snaga iz Anatolije dovršeno je 14. rujna.Kemalove snage nalazile su se sjeverno od Bospora, na Mramornom moru, i Dardanelima gdje su Saveznički garnizoni osvježeni vojnicima, Britanije, Francuske i
Italije iz Konstantinopolisa. Britanski kabinet odlučio se oduprijeti Turcima, kod Dardanela i zatražio pomoć od Francuza i Talijana, da tako pomogne Grcima
da zadrže istočnu Trakiju. Unatoč tom apelu, Talijani i Francuzi napustili su svoje položaje, i ostavili Britance same. 
24. rujna, Kemalove snage izbile su na tjesnac i odbile britanski zahtjev za povlačenjem. Ovo je podvojilo britansku vladu, Saveznički zapovjednik britanski general Harington, naredio je svojim ljudima da ne pucaju na Turke, i upozorio kabinet da ne srlja u avanturu.
Grčka mornarica, napustila je Istanbul nakon njegovog zahtjeva, napokon prisilio je Grke da se povuku iza rijeke Marice u Trakiji.
Ovi potezi naveli su Mustafu Kemala Atatürk da prihvati pregovore o prekidu vatre.

#### Grčka politika spaljene zemlje
Po mnogim izvorima, prilikom svog povlačenja iz Anatolije u zadnjoj fazi rata, grčka vojska je provodila politiku masovne odmazde i spaljivala sve od kuda se povlačila.
Po izvještajima Jamesa Loder Parka, američkog vice-konzula u Istanbulu u to vrijeme, koji je posjetio uništene krajeve odmah nakon grčke evakuacije, situacija je izgledala ovako; "Manisa... gotovo potpuno uništena vatrom... 10.300 kuća, 15 mošeja, dva javna kupališta, 2278 trgovina, 19 hotela, 26 vila…uništeno."

#### Ponovno zauzeće Izmira - rujan, 1922.
Zbog mogućnosti velikih nereda i zločina koji bi se mogli desiti nakon ponovnog zauzeća Smirne ( Izmira ), Mustafa Kemal Atatürk izdao je zapovjed da će kazniti na smrt svakog turskog vojnika koji bi terorizirao civile. Par dana prije zauzeća grada dijeljeni su letci po gradu pisani na grčkom jeziku. Kemal Atatürk je također naglasio da vlada u Ankari ne može biti odgovorna za pojedine slučajeve odmazdi i masakra.
Ove naredbe su naveliko zanekarivali Turska vojska i Nasrudin Paša, zapovjednika turske vojske u Izmiru, čije su zapovjedi bile potpuno oprečne Atatürkovim. Nasrudin Pašine naredbe imale su za glavni cilj protjerivanje kršćanskog stanovništva iz grada.
Za vrijeme komfuzije i anarhije koja je uslijedila, veliki dio grada je izgorio, a imovina Grka je opljačkana. Požar je i danas sporan događaj, neki ga pripisuju turskoj vojsci, dok je po drugima uzrok, - starost kuća, ali ostaje činjenica da su gorjeli samo grčki i armenski dijelovi grada.
Turska vojska izmasakrirala je dobar dio kršćanske populacije, ono uključuje linč i neobično sadističko ubojstvo, grčkog pravoslavnog Mitropolita Krisostomosa iz Smirne, kome su najprije odsječene uši, nos i ruke, a oči iskopane nožem. Grci su nastojali pobjeći iz grada brodovima, bar do Savezničkih brodova.

#### Prekid neprijateljstava
Sporazum o prekidu vatre iz Mudanije zaključen je 11. listopada, 1922. Saveznici (Britanci, Francuzi i Talijani) ostali su kontrolirati istočnu
Trakiju i Bospor. Grci su morali napustiti ta područja. Sporazum je stupio na snagu 15. listopada, dan nakon što su ga Grci potpisali.
Primirje iz Mudanije naslijedio je Ugovor iz Lausanne, velik njegov dio je uključivao razmjenu stanovništva.
Preko jedan i pol milijuna Grka (kršćana) je preseljeno, nešto u Atiku a dobar dio u novostečene teritorije u Makedoniji i Trakiji.

#### Snage koje su pomagale Turskim nacionalistima
Nova Grčka vlada, pod Gunaresom, smijenjila je sve časnike veterane, i vrhovno zapovjedništvo nad vojskom dala Anastasiosu Papulasu. Francuzi i Talijani sklopili su posebne sporazume s turskim revolucionarima,  i tako učvrstili njihovu vlast. Prodali su im velike količine vlastitog oružja( s terena), jer su računali da su Grci ionako britanski klijenti, pa ga neće kupiti. Talijani su koristili svoje baze u Anatoliji za pomoć Turcima, a protiv Grka, koji su ih izgurali sa željenih pozicija. Napokon i novoustanovljeni sjeverni susjed Sovjetski Savez imao je dobar odnos s Kemalom Ataturkom, jer nije bio u poziciji i nije želio otvarati novi front na svojim južnim granicama. Taj odnos s novom turskom vlašću, kulminirao je Sporazumom iz Moskve (1921.). Sovjetski savez je mirno
promatrao grčko - turski i tursko - armenski sukob i pomagao Kemala novcem i streljivom.

## Razaranja i etničko čišćenje

#### Grčki masakri nad Turcima
Britanski povjesničar Arnold J. Toynbee napisao je da je organiziran teror nakon Grčke okupacije Smirne (15. Svibnja, 1919. ).
Toynbee je zajedno sa svojom ženom svjedočio teroru Grka nad Turcima u Jalovi, Gemliku, i Ismidu, naseljima gdje su  "spaljene i opljačkane kuće, sa svježim leševima, i terorom zaplašenog preživjelog stanovništva.", isto tako svjedočio je pljačkama koje su vršili grčki civili i vojnici u uniformama.
Unutrašnja Saveznička komisija na Jalova - Gemlik poluotoku, u svom izvještaju iz 23. Svibnja, 1921., napisala je da se je za Grčke okupacije zapadne Anatolije dešavalo sljedeće; " Područje je izloženo sustavnom uništenju, dio po dio, i to najmanje za posljednjih dva mjeseca, razaranja su i veća u blizini grčkih naselja. Članovi komisije zaključuju da u dijelovima (kaze) Jalove i Guemlek, zauzetim od strane grčke vojske, postoji sistematski plan za uništenje turskih sela, i istrebljenje muslimanske populacije. Taj plan provode grčke i armenske bande uz instrukcije a katkada i direktnu pomoć grčkih regularnih snaga."

#### Turski masakri nad Grcima i Armencima
Brojne zapadne novine izvještavale su o zlodjelima turske vojske nad kršćanskim civilnim stanovništvom, većinom nad Grcima i Armencima.
Britanski povjesničar Tonybee, zabilježio je da su turske jedinice namjerno palile grčke kuće, i nastojale ih totalno uništiti, tako da istjeraju i unište stanovništvo.
Masakri su provođeni između 1920. – 1923., za Turskog rata za nezavisnost, naročito protiv Armenaca na Istoku i Jugu, i protiv Grka u Crnomorskoj regiji.
Bilo je isto tako značajan kontinuitet politike terora između 1915. – 1917. i 1919. – 1921. u Istočnoj Anatoliji.
Turski guverner, Ebubekir Hazim Tepejran u Regiji Sivas,  rekao je da su masakri 1919. počinjeni nad Grcima u njegovom dijelu crnomorske obale toliko strašni da ih on nije u stanju ni opisati. Po službenim izvješćima 11.181 Grka je ubijeno tijekom 1921., od strane Regularne vojske pod komandom Nuredin Paše (koji se proslavio ubojstvom mitropolita Krisostomosa). Pojedini parlamentarni zastupnici zahtijevali su da Nuredin Paša bude osuđen na smrt, i zahtijevali su njegovo suđenje, koje je kasnije povučeno zbog intervencije Mustafe Kemala.
Po izvještajima iz tadašnjih novina - Scotsman, 18. Kolovoza, 1920., u mjestu Feival, u oblasti Karamusal, jugo-istočno od Ismida u Maloj Aziji, Turci su masakrirali 5000 kršćana. Jednako kao što su napadali Grke, Turci su masakrirali i Armence, nastavljajući svoju politiku iz 1915. tzv. Armenskog Genocida nazvanog tako u mnogim zapadnim novinama.
Zabilježeni su i masovni masakri nad Grcima u regiji Pont, oni se i danas spominju od strane Grka i Ciprana (grčkih) kao Pontski genocid.
Dana 25. veljače, 1922., 24 grčkih sela u regiji Pont je spaljeno do temelja. 
Američke novine - Atlanta Observer, pisale su; "Smrad od izgorjelih tijela žena i djece iz Ponta", govori reportaža "dolazi kao upozorenje na ono što čeka kršćane u Maloj Aziji nakon povlačenja Grčke vojske. 
" U prvih nekoliko mjeseci 1922., 10.000 Grka je pobijeno od strane nastupajućih Kemalističkih snaga, po izvještajima novina - Belfast News.
Američki humanitarci dočekani su velikom dozom podozrivosti, čak i kad su pokušavali pomoći civilnim muslimanskim žrtvama sukoba.
Časopis Christian Science Monitor, pisao je da Turske vlasti onemogućuju humanitarnim organizacijama da pruže pomoć Grčkim civilima čiji su domovi spaljeni, puštajući ih da umru bez adekvatne pomoći.
Velik broj Grka bio je prisiljen napustiti svoje domove u Joniji, Pontu i Istočnoj Trakiji između 1914. – 1922. Tim izbjeglicama, kao i brojnim američkim izbjeglicama Grcima porijeklom iz Anatolije nije dozvoljen povratak nakon 1923. i nakon potpisivanja Sporazuma iz Lausanne. Norman Naimark tvrdi da je turski protuudar imao sve karakteristike etičkog čišćenja : "...Turci su iskoristili svoju priliku da očiste Egej i Zapadnu Anatoliju od starosjedioca Grka. Grčka vojska obavila je velik dio posla za njih paleći grčka naselja pri svom povlačenju iz Anadolije.
Nasilno preseljenje stanovništva natjeralo je oko 1,5 milijuna Grka iz Turske u zamjenu za pola milijuna Turaka iz Grčke.

## Poveznice
- Pontska Republika

## Vanjske poveznice
- Izvještaj crvenog križa za Grčko - turskog Rata  Arhivirana inačica izvorne stranice od 13. listopada 2007. (Wayback Machine)

Sestrinski projekti
|  | Zajednički poslužitelj ima još gradiva o temi Grčko-turski rat 1919.-1922. |